# Бертеникур
Бертенику́р (фр. Berthenicourt) — коммуна во Франции, находится в регионе Пикардия. Департамент коммуны — Эна. Входит в состав кантона Рибмон. Округ коммуны — Сен-Кантен.
Код INSEE коммуны — 02075.

## Население
Население коммуны на 2010 год составляло 214 человек.
| 1962 | 1968 | 1975 | 1982 | 1990 | 1999 | 2010 |
| ---- | ---- | ---- | ---- | ---- | ---- | ---- |
| 181  | 176  | 187  | 177  | 200  | 200  | 214  |

## Экономика
В 2010 году среди 139 человек трудоспособного возраста (15—64 лет) 92 были экономически активными, 47 — неактивными (показатель активности — 66,2 %, в 1999 году было 72,0 %). Из 92 активных жителей работали 87 человек (51 мужчина и 36 женщин), безработных было 5 (1 мужчина и 4 женщины). Среди 47 неактивных 15 человек были учениками или студентами, 16 — пенсионерами, 16 были неактивными по другим причинам.